# Kostarika na Letních olympijských hrách 2008
Kostarika se účastnila Letních olympijských her 2008 a zastupovalo ji 8 sportovců v 5 sportech (6 mužů a 2 ženy). Vlajkonošem výpravy  byl Allan Segura. Nejmladším z týmu byl Mario Montoya, kterému v době konání her bylo 18 let. Nejstarší z týmu byl Frederico Ramírez, kterému bylo v době konání her 32 let. Nikomu z výpravy se během her nepodařilo získat medaili.

## Disciplíny

### Atletika
V atletice Kostariku reprezentovali tři sportovci a to sprinter Nery Brenes, chodec Allan Segura a maratonská běžkyně Gabriela Traña. Jako první z nich do olympijských bojů zasáhl Allan Segura, který 16. srpna 2008 startoval v závodu v chůzi na 20 km. V 27 letech to byl pro Seguru první olympijský start. Závod dokončil v čase 1:27:10, kdy za vítězem závodu ruským chodcem Valerijem Borčinem zaostal o 8:09 a obsadil tak celkově 39. místo.
Nery Brenes nastoupil do prvního rozběhu závodu mužů na 400 m 18. srpna 2008. Při svém olympijském debutu zaběhl čas 45,36 s a z prvního místa si zajistil přímý postup do semifinále. To se uskutečnilo 19. srpna a Brenesovi se podařilo dosáhnout času 44,94 s a vylepšit tak kostarický národní rekord. Přesto v prvním semifinálovém běhu tento čas stačil pouze na 4. místo a Brenes do finále nepostoupil. Celkově obsadil 10. místo.
Jediná reprezentantka Kostariky v atletických disciplínách a v 28 letech debutantka na letních olympijských hrách Gabriela Traña startovala v maratonském závodu žen. Ten se konal 17. srpna 2008 a Traña zaběhla čas 2:53:45 a obsadila tak 68. místo. Za vítězkou Constantinou Tomescuovou zaostala o 27:01.
| Sportovec      | Disciplína         | Rozběh | Rozběh | Semifinále | Semifinále | Finále      | Finále      |
| Sportovec      | Disciplína         | Čas    | Pořadí | Čas        | Pořadí     | Čas         | Pořadí      |
| -------------- | ------------------ | ------ | ------ | ---------- | ---------- | ----------- | ----------- |
| Nery Brenes    | 400 m – muži       | 45,36  | 1. Q   | 44,94      | 4. NR      | nepostoupil | nepostoupil |
| Allan Segura   | Chůze 20 km – muži | N/A    | N/A    | N/A        | N/A        | 1:27:10     | 39.         |
| Sportovkyně    | Disciplína         | Rozběh | Rozběh | Semifinále | Semifinále | Finále      | Finále      |
| Sportovkyně    | Disciplína         | Čas    | Pořadí | Čas        | Pořadí     | Čas         | Pořadí      |
| Gabriela Traña | maraton – ženy     | N/A    | N/A    | N/A        | N/A        | 2:53:45     | 68.         |

### Cyklistika

#### Silniční cyklistika
| Sportovec   | Disciplína                       | Čas        | Pořadí     |
| ----------- | -------------------------------- | ---------- | ---------- |
| Henry Raabe | Závod s hromadným startem – muži | nedokončil | nedokončil |

#### Horská kola
| Sportovec        | Disciplína           | Čas          | Rank |
| ---------------- | -------------------- | ------------ | ---- |
| Federico Ramírez | Cross-country – muži | LAP (5 laps) | 47.  |

### Plavání
V plavání Kostariku reprezentovali dva plavci, Mario Montoya a Marianela Quesada. Pro 18letého Montoyu byl start v Pekingu jeho olympijským debutem. 10. srpna 2008 nastoupil do druhé rozplavby závodu na 200 m mužů volným způsobem. Zaplaval čas 1:52,19 a v rozplavbě skončil třetí. Tento výkon na postup do semifinále nestačil. Celkově se Montoya umístil na 50. místě.
Svůj olympijský debut absolvovala v Pekingu i 20letá Marianela Quesada. 15. srpna 2008 nastoupila do šesté rozplavby závodu na 50 m žen volným způsobem. Zaplavala čas 28,11 s a z osmi plavkyň skončila v rozplavbě poslední a do semifinále nepostoupila. Celkově obsadila 57. místo.
| Sportovec         | Disciplína                | Rozplavba | Rozplavba | Semifinále   | Semifinále   | Finále       | Finále       |
| Sportovec         | Disciplína                | Čas       | Pořadí    | Čas          | Pořadí       | Čas          | Pořadí       |
| ----------------- | ------------------------- | --------- | --------- | ------------ | ------------ | ------------ | ------------ |
| Mario Montoya     | 200 m volný způsob – muži | 1:52,19   | 3.        | nepostoupil  | nepostoupil  | nepostoupil  | nepostoupil  |
| Sportovkyně       | Disciplína                | Rozplavba | Rozplavba | Semifinále   | Semifinále   | Finále       | Finále       |
| Sportovkyně       | Disciplína                | Čas       | Pořadí    | Čas          | Pořadí       | Čas          | Pořadí       |
| Marianela Quesada | 50 m volný způsob – ženy  | 28,11     | 8.        | nepostoupila | nepostoupila | nepostoupila | nepostoupila |

### Taekwondo
| Sportovec           | Disciplína     | 1/16                       | Čtvrtfinále | Semifinále  | Opravy                   | Bronzová medaile | Finále      | Finále      |
| Sportovec           | Disciplína     | Soupeř                     | Soupeř      | Soupeř      | Soupeř                   | Soupeř           | Soupeř      | Pořadí      |
| ------------------- | -------------- | -------------------------- | ----------- | ----------- | ------------------------ | ---------------- | ----------- | ----------- |
| Kristopher Moitland | Muži nad 80 kg | Cha Dong-min PROHRA (-2)–1 | nepostoupil | nepostoupil | Akmal Irgašev PROHRA 5–6 | nepostoupil      | nepostoupil | nepostoupil |